# Гросбадегаст
Гросбадегаст (нем. Großbadegast) — деревня в Германии, в земле Саксония-Анхальт. Входит в состав города Зюдлихес-Анхальт района Анхальт-Биттерфельд.
Население составляет 683 человека (на 31 декабря 2006 года). Занимает площадь 11,19 км².
Впервые упоминается в 1162 году. До 31 декабря 2009 года имела статус общины (коммуны). Подразделялась на 2 сельских округа. 1 января 2010 года вместе с рядом других населённых пунктов вошла в состав нового города Зюдлихес-Анхальт. Последним бургомистром общины Гросбадегаст был Зёрен Фридрих.

## Люди
Крюгер, Франц  - (1797–1857), прусский художник

## Достопримечательности
- Церковь Гросбадегаст, построенная в 16 веке.